# زيت الزيتون

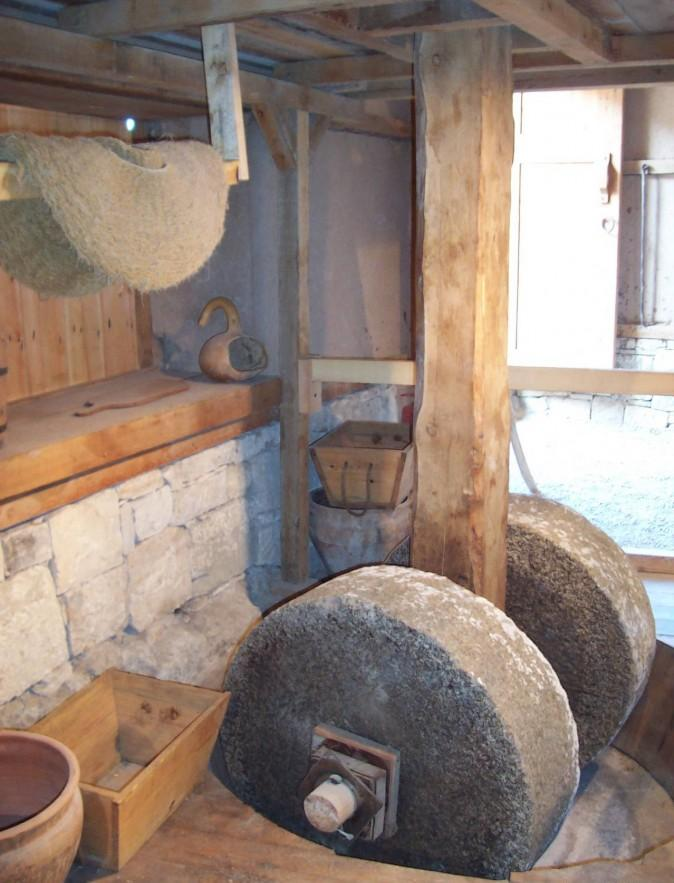
آلة إنتاج زيت الزيتون في Klazomenai، مدينة Ionia القديمة (الآن، بالقرب من أورلا، أزمير، تركيا)

زيت الزيتون هو زيت ناتج من عصر أو ضغط ثمار الزيتون، وهي شجرة تنمو في حوض البحر الأبيض المتوسط؛ يستعمل زيت زيتون في الطبخ والصيدلة والطب، وفي إشعال المواقيد الزيتية وفي الصّابون. زيت الزيتون مستعمل بكثرة لكونه غذاء صحي غني بالدّهون المفيدة والفيتامينات. وتعتبر 85% من الدهون الموجودة فيه صديقة للقلب، كما تساعد في التقليل من نسبة الكوليسترول في الدم.
يُستخدم زيت الزيتون بشكل شائع في الطهي لقلي الأطعمة وفي تتبيلات السلطات. كما يدخل في تصنيع بعض مستحضرات التجميل، والأدوية، والصابون، ويُستخدم كوقود للمصابيح الزيتية التقليدية. وله أيضًا استخدامات إضافية في بعض الطقوس الدينية. تُعد شجرة الزيتون واحدة من ثلاثة نباتات غذائية أساسية في المطبخ المتوسطي، إلى جانب القمح والعنب. وقد زُرعت أشجار الزيتون في منطقة البحر الأبيض المتوسط منذ الألفية الثامنة قبل الميلاد.
تُعتبر إسبانيا أكبر منتج لزيت الزيتون في العالم، حيث تُصنّع ما يقرب من نصف الإنتاج العالمي. ومن بين المنتجين الرئيسيين الآخرين: إيطاليا، واليونان، والبرتغال، وتونس، وتركيا، والمغرب، وفلسطين.

تختلف تركيبة زيت الزيتون وفقًا للصنف، والارتفاع، ووقت الحصاد، وطريقة الاستخلاص. يتكوّن الزيت أساسًا من حمض الأوليك (حتى 83%)، مع كميات أقل من أحماض دهنية أخرى مثل حمض اللينولييك (حتى 21%) وحمض البالمتيك (حتى 20%). يتطلب زيت الزيتون البكر الممتاز (EVOO) أن يحتوي على نسبة حموضة حرة لا تتجاوز 0.8%، ويُعتبر ذو نكهة مميزة ومفضّلة.

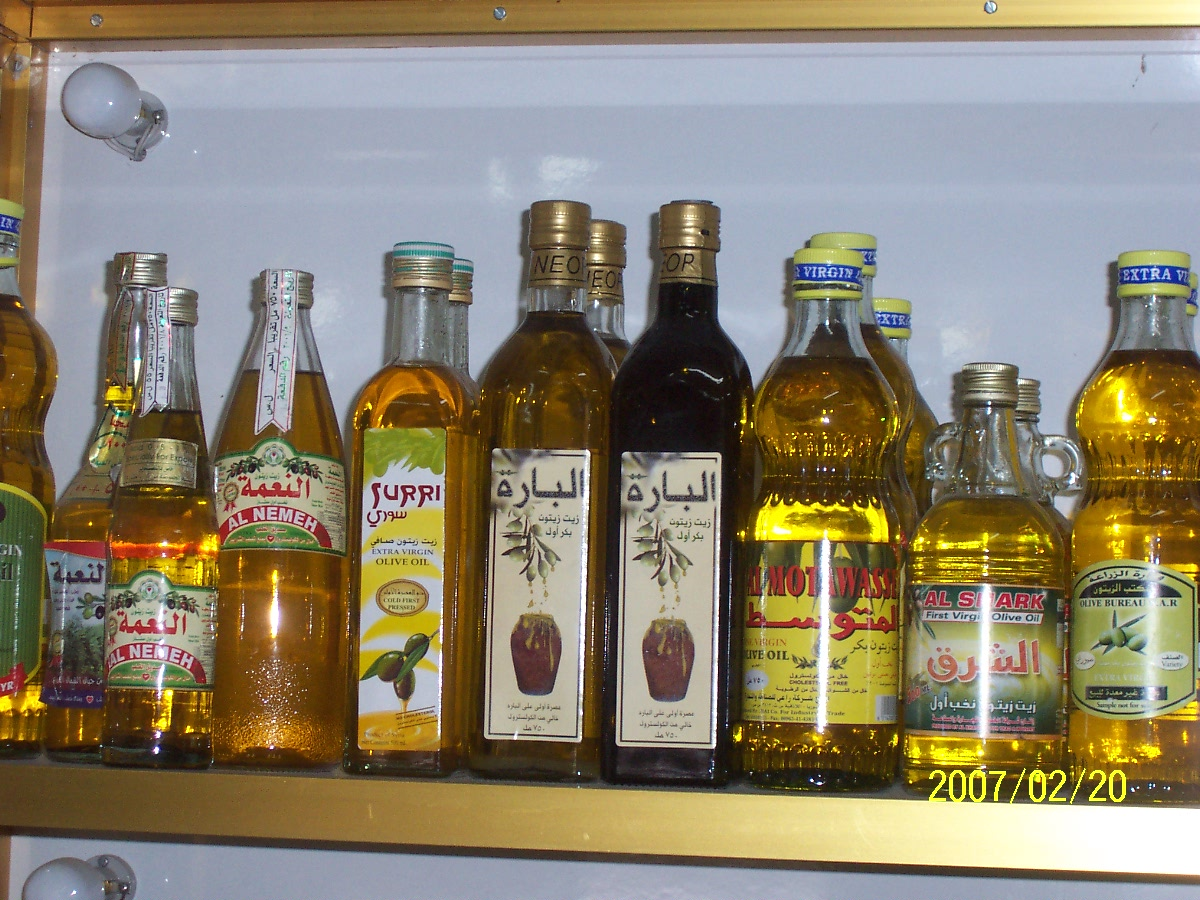
عبوات تجارية من زيت الزيتون في معرض تجاري في إدلب (سوريا)

## التاريخ
كان زيت الزيتون مكونًا شائعًا في المأكولات المتوسطية، بما في ذلك المأكولات اليونانية والرومانية القديمة. كان يُجمع الزيتون البري، الذي نشأ في آسيا الصغرى، منذ أواخر الألفية الثامنة قبل الميلاد من قبل شعوب العصر النيوليثي.
لقد استخدم الرياضيون القدامى مثل الأسبارطيون وغيرهم من اليونانيين زيت الزيتون لتدليك أجسامهم أثناء ممارسة التمارين في الجيمناسيون. بدأ استخدام الزيت الزيتون في مستحضرات التجميل منذ بدايات القرن السابع قبل الميلاد، وانتشر بسرعة إلى جميع المدن اليونانية، واستمر تقريبًا ألف سنة رغم كونه مكلفًا للغاية. كان زيت الزيتون أيضًا شائعًا كوسيلة لمنع الحمل؛ ينصح أرسطو في تاريخه للحيوانات باستخدام مزيج من زيت الزيتون مع إما زيت الأرز، أو مرهم الرصاص، أو مرهم اللبان لتطبيقه على عنق الرحم لمنع الحمل.

### زراعة الزيتون المبكرة
من غير الواضح متى وأين تمت زراعة أشجار الزيتون لأول مرة. قد تكون شجرة الزيتون الحديثة قد نشأت في بلاد فارس القديمة وبلاد الرافدين وانتشرت إلى بلاد الشام ومن ثم شمال إفريقيا، على الرغم من أن بعض العلماء يجادلون بوجود أصل مصري.
وصلت أشجار الزيتون إلى اليونان وقرطاج وليبيا حوالي القرن الـ28 قبل الميلاد، بعد أن نقلها الفينيقيون غربًا. حتى حوالي عام 1500 قبل الميلاد، كانت المناطق الساحلية الشرقية للبحر الأبيض المتوسط هي الأكثر زراعة. الأدلة تشير أيضًا إلى أن الزيتون كان يُزرع في كريت منذ حوالي عام 2500 قبل الميلاد. الأمفورات الأقدم التي تحتوي على زيت الزيتون تعود إلى عام 3500 قبل الميلاد (العصر المينوي المبكر)، على الرغم من أن إنتاج زيت الزيتون من المفترض أنه بدأ قبل 4000 قبل الميلاد. زُرعت أشجار الزيتون بلا شك بحلول أواخر العصر المينوي (1500 قبل الميلاد) في كريت، وربما منذ أوائل العصر المينوي. أصبحت زراعة أشجار الزيتون في كريت مكثفة بشكل خاص في الفترة ما بعد القصور، ولعبت دورًا هامًا في اقتصاد الجزيرة، كما هو الحال في جميع أنحاء منطقة البحر الأبيض المتوسط. لاحقًا، ومع تأسيس المستعمرات اليونانية في أجزاء أخرى من البحر المتوسط، أُدخلت زراعة الزيتون إلى أماكن مثل إسبانيا، واستمرت في الانتشار عبر الإمبراطورية الرومانية.
في القرن السادس عشر، أُدخلت أشجار الزيتون إلى الأمريكتين، وبدأت زراعتها في مناطق ذات مناخ مشابه للبحر الأبيض المتوسط، مثل تشيلي، والأرجنتين، وكاليفورنيا.
تشير الدراسات الجينية الحديثة إلى أن الأنواع المستخدمة حاليًا من قبل المزارعين تعود أصولها إلى عدة مجموعات برية، ولكن لا تزال التفاصيل الدقيقة لتاريخ استئناس الزيتون غير معروفة.

### التجارة والإنتاج

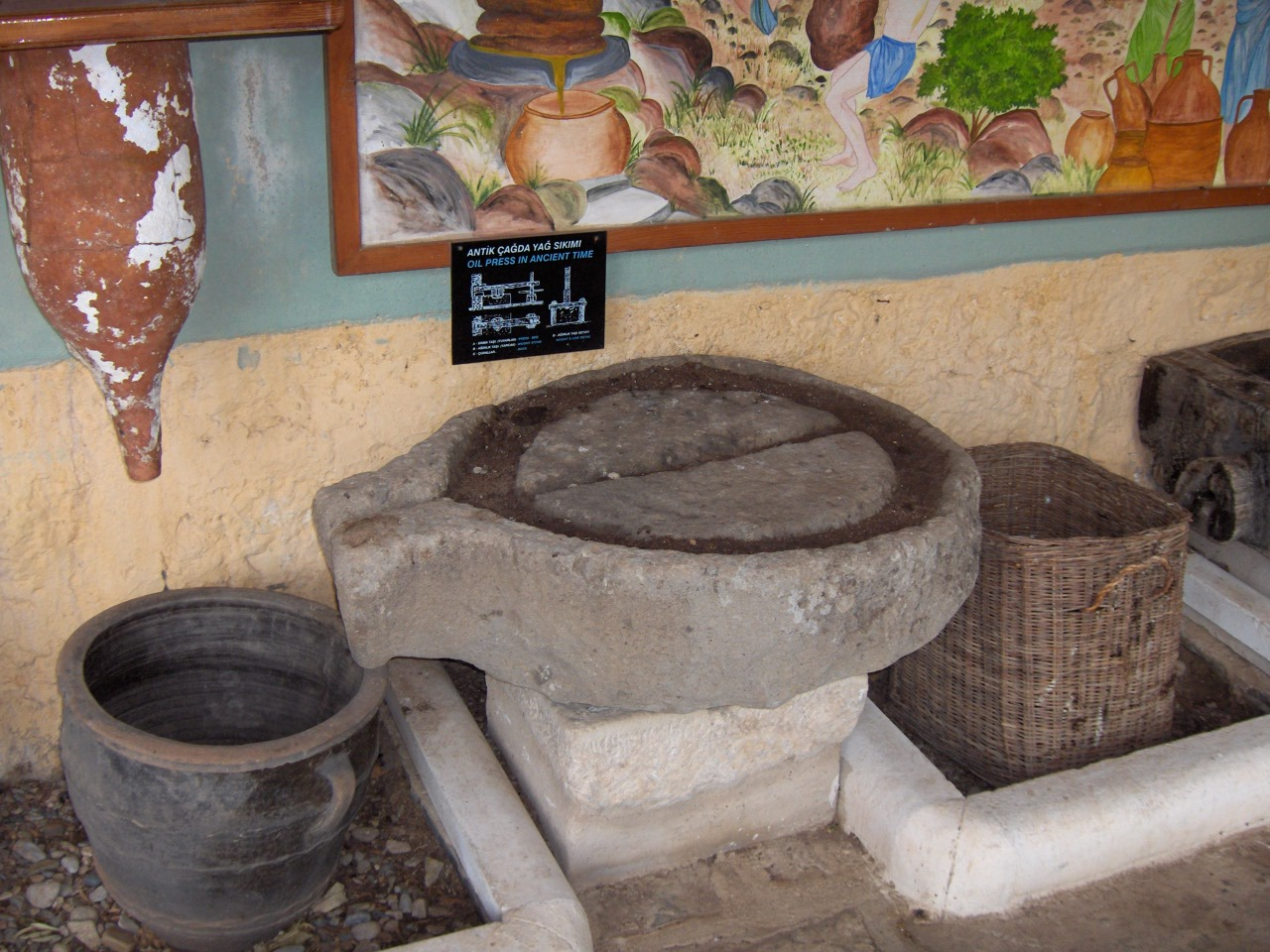
معصرة زيت قديمة (متحف بودروم للآثار تحت الماء، بودروم، تركيا)

عُثر على أدلة أثرية في الجليل تشير إلى أن الزيتون كان يُعصر لزيت الزيتون بحلول عام 6000 قبل الميلاد وفي عام 4500 قبل الميلاد في مستوطنة ما قبل التاريخ التي غمرتها المياه جنوب حيفا.
يمكن تتبع زراعة أشجار الزيتون وإنتاج الزيت في شرق البحر الأبيض المتوسط إلى أرشيفات مدينة إبلا القديمة (2600–2240 قبل الميلاد) الواقعة على أطراف حلب. تذكر بعض الدلائل التي تعود إلى عام 2400 قبل الميلاد أراضي الملك والملكة، والتي كانت جزءًا من مكتبة من الألواح الطينية المحفوظة بشكل مثالي نتيجة الحريق الذي دمر القصر. مصدر لاحق هو الإشارات المتكررة للزيت في التوراة.
قبل عام 2000 قبل الميلاد، كان الفراعنة يستخدمون الزيتون المستورد من كريت وسوريا وفلسطين، وكان الزيت عنصرًا مهمًا في التجارة والثروة. عُثر على بقايا زيت الزيتون في جرار عمرها أكثر من 4000 عام في قبر على جزيرة ناكسوس في بحر إيجة. كتب سينيه، المنفي المصري الذي عاش في شمال كنعان حوالي عام 1960 قبل الميلاد، عن وفرة أشجار الزيتون. استخدم المينوسيون زيت الزيتون في الطقوس الدينية، وكان الزيت يمثل ثروة في حضارتهم، وكان عنصرًا رئيسيًا في التجارة في الحضارة المينوية.
كان زيت الزيتون أيضًا من المنتجات الرئيسية لتصدير حضارة اليونان الموكيانية (حوالي 1450–1150 قبل الميلاد). يُعتقد أن الزيت كان يُصنع بوضع الزيتون في بساط منسوج وهرسه وجمعه في الجرار. كانت هذه العملية معروفة من العصر البرونزي، وقد استخدمها الفراعنة واستمر استخدامها من خلال الفترة الهلنستية.

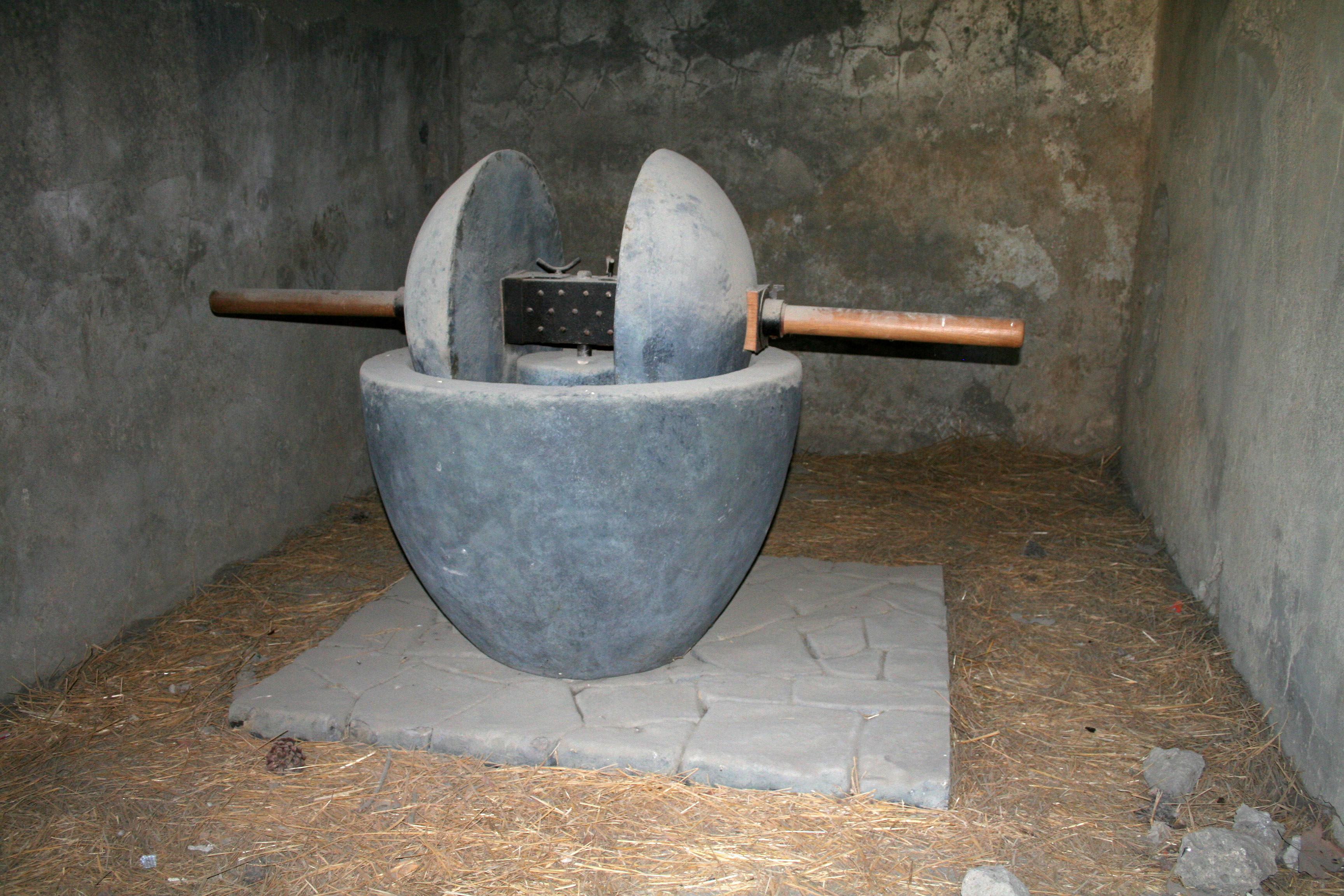
كاسر الزيتون (trapetum) في بومبي (79 م)

ازدادت أهمية زيت الزيتون كسلعة تجارية بعد الفتح الروماني لمصر واليونان وآسيا الصغرى مما أدى إلى مزيد من التجارة على طول البحر الأبيض المتوسط. زُرعت أشجار الزيتون في جميع أنحاء حوض البحر الأبيض المتوسط أثناء تطور الجمهورية الرومانية والإمبراطورية الرومانية. وفقًا للتاريخي بلينيوس الأكبر، كانت إيطاليا تنتج "أفضل زيت زيتون بجودة ممتازة وبأسعار معقولة" بحلول القرن الأول الميلادي، وكان يعد الأفضل في البحر الأبيض المتوسط. مع توسع إنتاج الزيت في القرن الخامس الميلادي، بدأ الرومان في استخدام تقنيات إنتاج متقدمة مثل مكبس الزيت وكاسر الزيتون (trapetum)(الصورة على اليسار). لا تزال العديد من المكابس القديمة موجودة في منطقة البحر الأبيض المتوسط الشرقية، وبعضها لا يزال قيد الاستخدام حتى اليوم. حُسن الإنتاج بشكل كبير بتطوير نظام الضغط الهيدروليكي من قبل جوزيف جراهام في عام 1795.

## الأنواع
يوجد العديد من أصناف الزيتون، لكل منها طعم ونسيج وعمر تخزين خاص به، مما يجعلها أكثر أو أقل ملاءمة لتطبيقات مختلفة، مثل الاستهلاك البشري المباشر على الخبز أو في السلطات، أو الاستهلاك غير المباشر في الطهي المنزلي أو الضيافة، أو الاستخدام الصناعي مثل الأعلاف الحيوانية أو التطبيقات الهندسية. خلال مراحل النضج، تتغير ثمرة الزيتون من اللون الأخضر إلى البنفسجي، ثم الأسود. تعتمد خصائص طعم زيت الزيتون على مرحلة النضج التي تُجمع فيها ثمار الزيتون.

## الاستهلاك العالمي

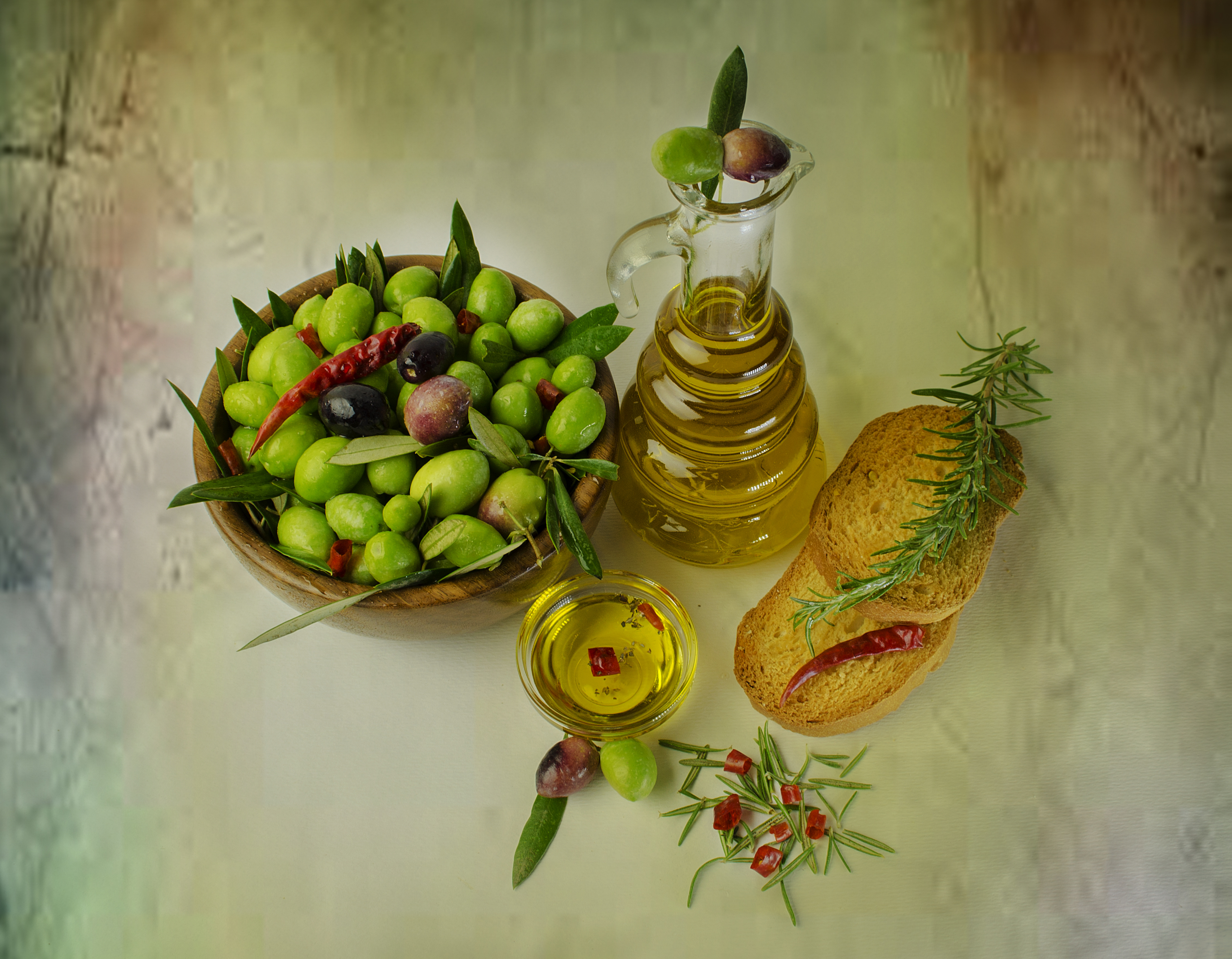
الزيتون وزيت الزيتون في مصر.

تعتبر اليونان حتى الآن كأكبر بلد في نصيب استهلاك الفرد من زيت الزيتون في جميع أنحاء العالم، مسجلة أكثر من 26 مليون لتر في السنة؛ وإسبانيا وإيطاليا حوالي 14 مليون لتر؛ تونس، والأردن، ولبنان، وسوريا والبرتغال حوالي 8 ملايين لتر في أوروبا الشمالية وأمريكا الشمالية يستهلك أقل بكثير، حوالي 0,7 لتر.

## الاستخدامات

### الاستخدام في الطهي
زيت الزيتون مهم كزيت طهي في البلدان المحيطة بالبحر الأبيض المتوسط، ويشكل واحدًا من ثلاثة نباتات غذائية أساسية في المطبخ المتوسطي، والآخرين هما القمح (مثل المعكرونة، الخبز، والكسكس) والعنب، المستخدم كفاكهة حلوة.
زيت الزيتون البكر الممتاز يستخدم غالبًا نيئًا كمُنكِّه ومكون رئيسي في تتبيلات السلطات. إذا لم يتعرض للحرارة، يكون الطعم أقوى. يمكن أيضًا استخدامه للقلي السريع.
عندما يُسخن زيت الزيتون البكر الممتاز فوق 210–216 °C (410–421 °F)، حسب محتواه من الأحماض الدهنية الحرة، تُحرق الجزيئات غير المكررة في الزيت، مما يؤدي إلى طعم أقل قوة. زيوت الزيتون المكررة مناسبة للقلي العميق بسبب درجة الاحتراق المرتفعة وطعمها الأقل قوة. زيت الزيتون البكر الممتاز له درجة احتراق تقارب 180–215 °C (356–419 °F)، مع الزيوت عالية الجودة التي تتمتع بدرجة احتراق، في حين أن زيت الزيتون الخفيف المكرر له درجة احتراق تصل إلى 230 °C (446 °F). هذا يسمح باستخدامها للقلي العميق، على عكس الاعتقاد الشائع بأن لا توجد زيوت زيتون بدرجة احتراق عالية مثل العديد من الزيوت النباتية الأخرى. الاعتقاد الخاطئ هو أن التسخين بهذه الحرارة العالية قد يؤثر على الطعم أو القيمة الغذائية.

### الاستخدامات الأخرى
زيت الزيتون هو أيضًا مادة تشحيم طبيعية وآمنة، ويمكن استخدامه لتشحيم الآلات في المطبخ (مثل المطاحن، والخلاطات، وأواني الطهي، وما إلى ذلك). يمكن استخدامه أيضًا للإضاءة (زيوت المصابيح) أو كقاعدة للصابون والمنظفات. بعض مستحضرات التجميل تستخدم زيت الزيتون كقاعدة لها، ويمكن استخدامه كبديل لزيوت الآلات. زيت الزيتون استخدم أيضًا كمذيب ورابط في تركيب نقاط الكمومية لسيلينيد الكادميوم
Ranieri Filo della Torre هي جائزة أدبية دولية تُمنح للأعمال المتعلقة بزيت الزيتون البكر الممتاز. يتم تكريم الشعر، والخيال، والنثر الذي يتناول زيت الزيتون البكر الممتاز سنويًا.

## الاستخلاص

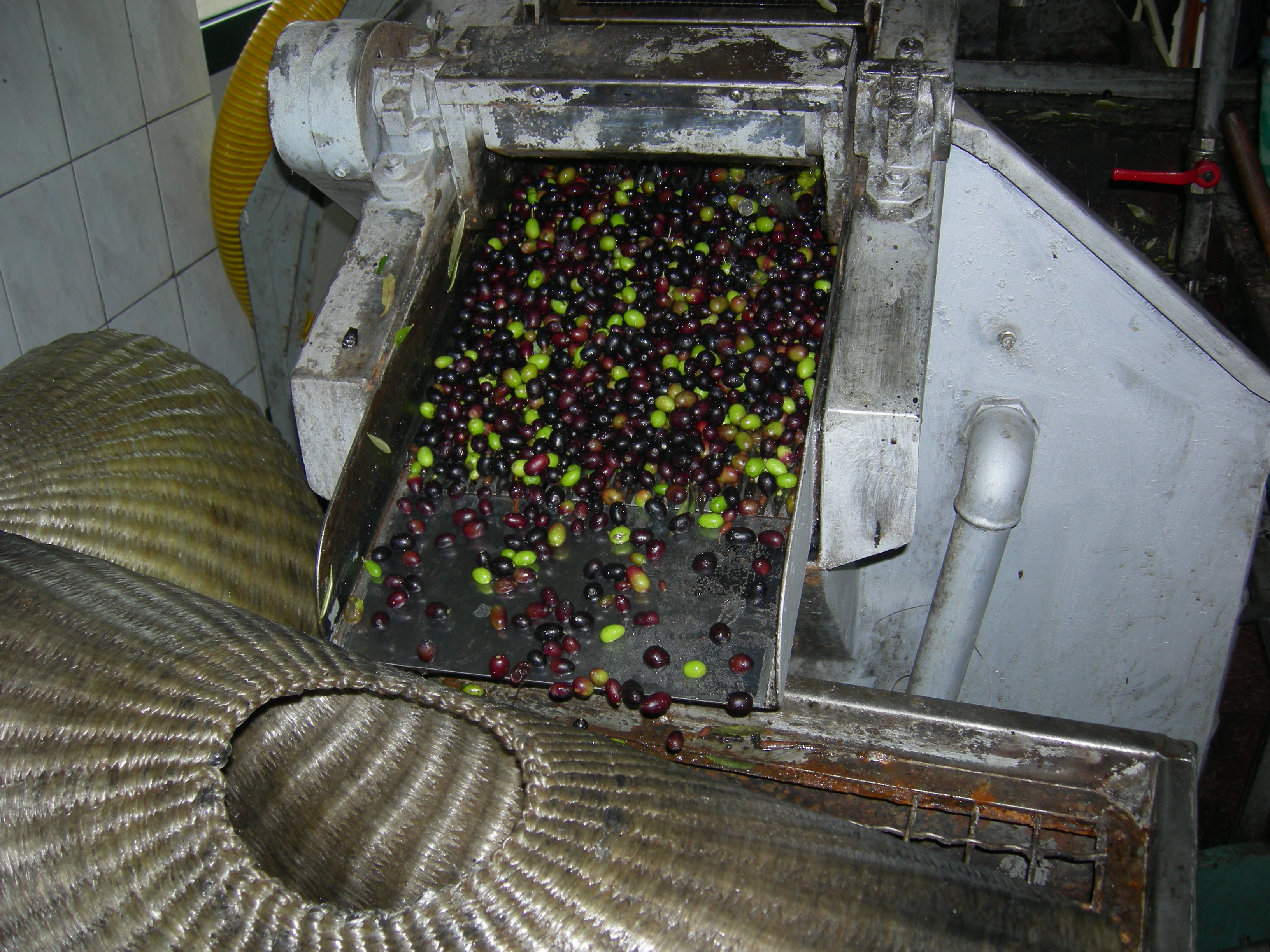
معصرة زيت الزيتون

زيت الزيتون يُنتج عن طريق طحن الزيتون واستخراج الزيت باستخدام وسائل ميكانيكية أو كيميائية. الزيتون الأخضر عادةً ما ينتج زيتًا أكثر مرارة، والزيتون الناضج الزائد قد ينتج زيتًا به عيوب تخمرية، لذا يُراعى للحصول على زيت زيتون جيد التأكد من نضج الزيتون تمامًا. العملية بشكل عام كما يلي:
1. يُطحن الزيتون إلى عجينة باستخدام حجارة الطحن الكبيرة (الطريقة التقليدية)، المطرقة، أو مطحنة الشفرة أو القرص (الطريقة الحديثة).
2. إذا طُحن باستخدام حجارة الطحن، عادةً ما تبقى عجينة الزيتون تحت الحجارة لمدة 30 إلى 40 دقيقة. عملية طحن أقصر قد تُنتج عجينة أكثر بدائية تُنتج زيتًا أقل ولها طعم أقل نضجًا، بينما يزيد الطحن الأطول من أكسدة العجينة ويقلل من النكهة. بعد الطحن، تُوزع عجينة الزيتون على أقراص من الألياف، والتي تُكدس فوق بعضها في عمود، ثم توضع في المكبس. يُضغط العمود لفصل السائل النباتي عن العجينة. هذا السائل يحتوي على كمية كبيرة من الماء. تقليديًا، كان الزيت ينفصل عن الماء بالجاذبية (الزيت أقل كثافة من الماء). عملية الفصل البطيء قد استبدلت بالطرد المركزي، الأسرع والأكثر دقة. أجهزة الطرد المركزي لها مخرج واحد للسائل المائي (الأثقل) ومخرج آخر للزيت. يجب أن لا يحتوي زيت الزيتون على كميات كبيرة من الماء النباتي لأن هذا يعجل عملية التحلل العضوي بواسطة الميكروبات. الفصل في المطاحن الصغيرة ليس دائمًا مثاليًا، وبالتالي أحيانًا يمكن العثور على رواسب مائية صغيرة تحتوي على جزيئات عضوية في قاع زجاجات الزيت.

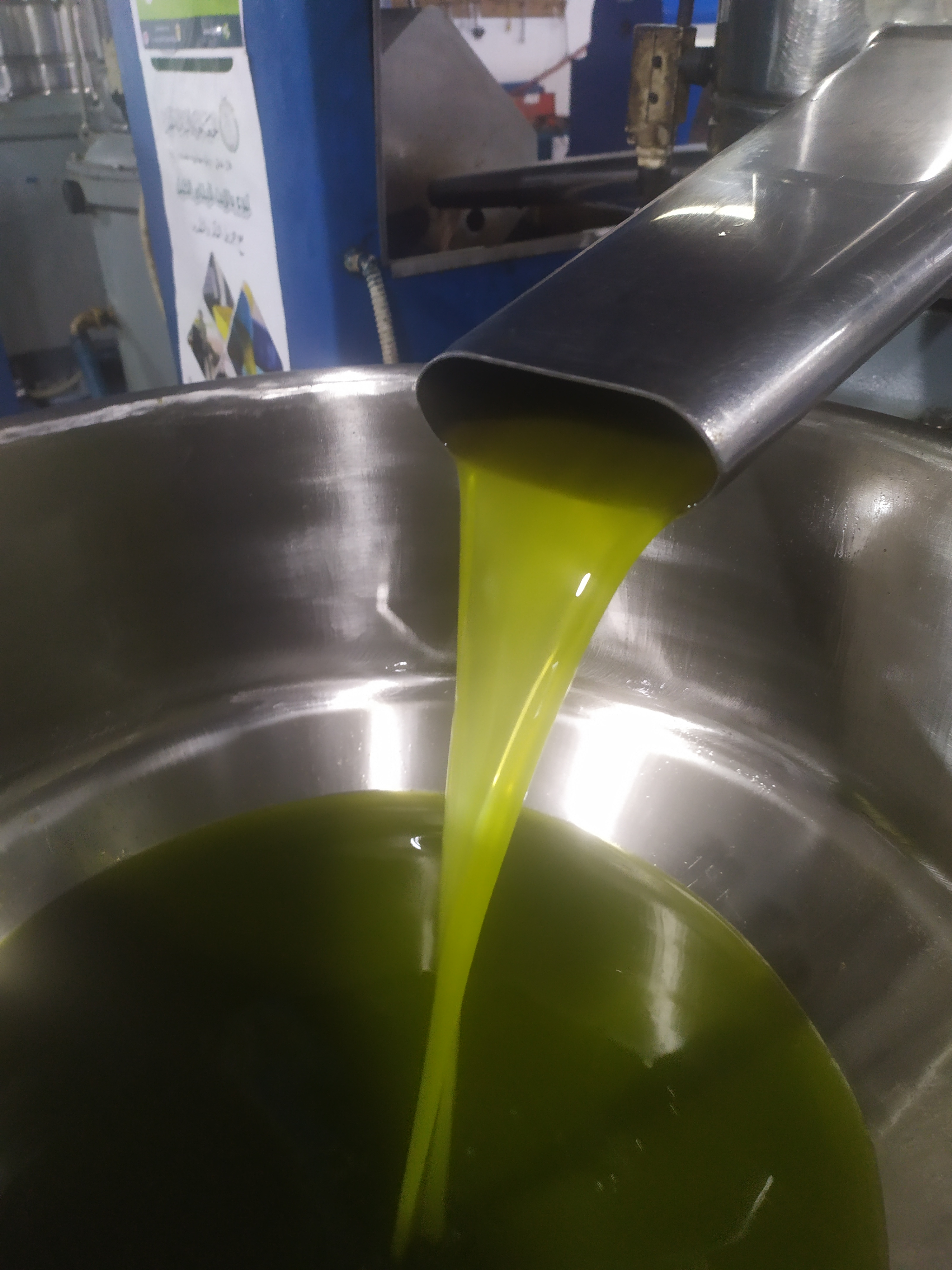
زيت زيتون في المعصرة

3. زيت زيتون في المعصرةالطاحنات الحديثة تحول الزيتون إلى عجينة في ثوانٍ. بعد الطحن، تُحرك العجينة ببطء لمدة 20 إلى 30 دقيقة في وعاء معين (عجانة)، حيث تتجمع قطرات الزيت الدقيقة في قطرات أكبر، مما يسهل الاستخلاص الميكانيكي. تُضغط العجينة بعد ذلك بالطرد المركزي، ويُفصل الماء عن الزيت في مرحلة الطرد المركزي الثانية كما سبق ذكره. يُعرف الزيت المنتج فقط بالوسائل الفيزيائية (الميكانيكية) كما هو موضح أعلاه بزيت الزيتون البكر.[32] زيت الزيتون البكر الممتاز هو زيت الزيتون البكر الذي يلبي معايير كيميائية وشمية عالية (قيمة حموضة منخفضة، لا توجد أو قليلة جدًا من العيوب الشمية). جودة زيت الزيتون البكر الممتاز تعتمد بشكل كبير على الظروف الجوية؛ يمكن أن ينتج الجفاف خلال مرحلة الإزهار على سبيل المثال زيتًا بجودة أقل (زيت بكر). تنتج أشجار الزيتون جيدًا كل بضع سنوات، لذلك تحدث حصادات أكبر في السنوات المتبادلة (السنة الفاصلة عندما تنتج الشجرة أقل). ومع ذلك، فإن الجودة لا تزال تعتمد على الظروف الجوية.
4. أحيانًا يُصفى الزيت المنتج لإزالة الجزيئات الصلبة المتبقية التي قد تقلل من عمر صلاحية المنتج. يمكن أن تشير الملصقات إلى أن الزيت لم يُصفى، مما يشير إلى نكهة مختلفة. زيت الزيتون الطازج غير المصفى عادةً ما يكون له مظهر ضبابي طفيف، لذلك يُطلق عليه أحيانًا زيت الزيتون الضبابي. كان هذا النوع من زيت الزيتون شائعًا فقط بين المنتجين الصغار، لكنه أصبح الآن "عصريًا"، متماشيًا مع طلب المستهلكين للمنتجات التي تعتبر أقل معالجة. ولكن بشكل عام، إذا لم يُتذوق الزيت أو يستهلك قريبًا بعد الإنتاج، فيجب تفضيل زيت الزيتون المصفى: "بعض المنتجين يؤكدون أن زيوت الزيتون البكر الممتاز لا يحتاج إلى تصفية، وأن التصفية ضارة بجودة الزيت. ينبغي النظر إلى هذا الرأي على أنه غير صحيح وربما نتيجة لتنفيذ غير سليم لهذه العملية. في الواقع، الجزيئات الدقيقة التي تكون معلقة في زيت الزيتون البكر، حتى بعد الفصل النهائي بالطرد المركزي الأكثر فعالية، تحتوي على ماء وإنزيمات قد تؤثر على استقرار الزيت وتؤدي إلى تلفه الحسي. ... التصفية تجعل زيت الزيتون البكر الممتاز أكثر استقرارًا وجاذبية. إذا لم تُزل الجزيئات المعلقة ببطء تتكتل وتترسب، وتشكل رواسب في قاع حاويات التخزين. تستمر هذه الرواسب في خطر الفساد الإنزيمي، وفي أسوأ الأحوال، تطور الكائنات الدقيقة الهوائية مع مزيد من الفساد والخطر الصحي.... يوصى بإجراء الترشيح في أسرع وقت ممكن بعد الفصل بالطرد المركزي والانتهاء."[33]

### بلاد الشام القديمة
في بلاد الشام القديمة، استخدم ثلاثة طرق لإنتاج درجات مختلفة من زيت الزيتون. كان يُنتج أفضل زيت من الزيتون الناضج بشكل كامل والمُحصَد من قمة الشجرة فقط، وعُصر برفق، "لأن ما يتدفق من الضغط الخفيف هو حلو للغاية ورقيق". أما الزيتون المتبقي، فيُضغط بوزن أكبر، ويختلف في النضج. يُنتج زيت أقل جودة من الزيتون غير الناضج الذي يُخزن لفترات طويلة حتى يصبح طريًا أو يبدأ في التجفيف ليصبح أكثر ملاءمة للطحن. يُترك البعض لفترات طويلة في حفر تحت الأرض لتحفيز العرق والفساد قبل طحنهم. وفقًا للجيوبونيكا، يُضاف الملح والقليل من النتر عندما يتم تخزين الزيت.
في دول الشام، كان يُستخرج زيت ذو طعم حاد من الزيتون غير الناضج، المعروف في العصور الوسطى باسم أنبيكيون (اليونانية القديمة: ὀμφάκιον، ὀμφάχινον؛ العربية: زيت الأنفاق)، وهو تحريف للكلمات اللاتينية oleum omphacium وكان يُستخدم في الطهي والطب. اليوم، يُعرف هذا الزيت باسم "زيت الزيتون البكر" باللغة الإنجليزية.

### التعامل معالثجير
البقايا شبه الصلبة، المعروفة بالثجير، تحتفظ بكمية صغيرة (حوالي 5-10%) من الزيت التي لا يمكن استخلاصها بالضغط الإضافي، بل فقط باستخدام المذيبات الكيميائية. يتم ذلك في مصانع كيميائية متخصصة، وليس في معاصر الزيتون. الزيت الناتج يسمى زيت الثجير او زيت البقايا.
التعامل مع بقايا الزيتون يمثل تحديًا بيئيًا لأن المياه العادمة، والتي تبلغ عدة ملايين من الأطنان (مليارات اللترات) سنويًا في الاتحاد الأوروبي، لها قابلة للتحلل منخفضة، وهي سامة للنباتات ولا يمكن معالجتها عبر أنظمة معالجة المياه التقليدية. كانت بقايا الزيتون تُستخدم تقليديًا كسماد أو تُطور كمصدر محتمل للوقود الحيوي، على الرغم من أن هذه الاستخدامات تثير قلقًا بسبب المواد الكيميائية الموجودة في البقايا. عملية تُسمى "تحويل" بقايا الزيتون تُجرى تحت البحث والتطوير، وتتألف من معالجة إضافية للحصول على منتجات ثانوية ذات قيمة مضافة، مثل علف الحيوانات، المضافات الغذائية للمنتجات البشرية، واستخلاصات الفينول والأحماض الدهنية لاستخدامات بشرية محتملة.

## التنظيم
المجلس الدولي لزيت الزيتون هي منظمة حكوميه دولية مقرها في مدريد بإسبانيا، تضم 23 دولة كأعضاء، وهي تشجع زيت الزيتون في جميع أنحاء العالم عن طريق تتبع الإنتاج، وتحديد معايير الجودة، ورصد من صحتها. أكثر من 85 ٪ من الزيتون في العالم هي التي تزرع في الدول الأعضاء بالمجلس الدولي لزيت الزيتون، والولايات المتحدة ليست عضوا بالمجلس.

## المعلومات الغذائية
تحتوي كل ملعقة كبيرة من زيت الزيتون (13.5 غ) بحسب وزارة الزراعة الأميركية على المعلومات الغذائية التالية:
- السعرات الحرارية: 119
- الدهون: 13.50
- الدهون المشبعة: 1.86
- الكاربوهيدرات: 0
- الألياف: 0
- السكر: 0
- البروتينات: 0
- الكولسترول: 0

## إنتاج زيت الزيتون واستهلاكه عالميًا

### ألإنتاج
خلال الفترة بين عامي 2016 و2021، بلغ متوسط الإنتاج العالمي لزيت الزيتون 3.1 مليون طن متري (3.4 مليون طن قصير). وكانت إسبانيا مسؤولة عن 44% من الإنتاج العالمي، تلتها إيطاليا، واليونان، وتونس، وتركيا، والمغرب.
تعد فياكاريو، وجيان،والأندلس، مراكز رئيسية لإنتاج زيت الزيتون. وتساهم الأندلس بنسبة 75% من إنتاج زيت الزيتون الإسباني، حيث تنتج مقاطعة جيان وحدها 70% من هذا الإنتاج. كما أن أكبر معصرة زيتون في العالم (almazara بالإسبانية)، القادرة على معالجة 2500 طن من الزيتون يوميًا، تقع في بلدة فياكاريو، جيان.
في إيطاليا، تتركز كبرى المناطق المنتجة لزيت الزيتون في منطقتي قلورية، وبولية بشكل رئيسي. ويُنتج العديد من أنواع زيت الزيتون البكر الممتاز الحاصلة على شهادتي PDO وPGI في هاتين المنطقتين. كما تنتج تسكانة أيضًا زيت الزيتون البكر الممتاز في مدن مثل لكة وفلورنسا وسيينا، وهي مدن تنتمي إلى جمعية Città dell'Olio. وتستورد إيطاليا حوالي 65% من صادرات زيت الزيتون الإسباني.

### ترتيب الدول المنتجة لزيت الزيتون
| الدولة            | الإنتاج بالطن  | السنة |
| ----------------- | -------------- | ----- |
| العالم (الإجمالي) | 3,098 مليون طن | 2012  |
| إسبانيا           | 1,347,400      | 2012  |
| إيطاليا           | 440,000        | 2012  |
| اليونان           | ,310,000       | 2012  |
| تونس              | 300,000        | 2014  |
| سوريا             | 200.000        | 2012  |
| تركيا             | 180,000        | 2012  |
| المغرب            | 80,000         | 2012  |
| البرتغال          | 71,800         | 2012  |
| الجزائر           | 45,000         | 2012  |
| الأردن            | 22,000         | 2012  |
| أستراليا          | 19,000         | 2012  |
| لبنان             | 18,000         | 2012  |
| الأرجنتين         | 15,000         | 2012  |
| ليبيا             | 14,800         | 2012  |
| فلسطين            | 12,000         | 2012  |
| مصر               | 10,000         | 2012  |
| إسرائيل           | 7,500          | 2012  |
| ألبانيا           | 7,200          | 2012  |
| سلوفينيا          | 7,000          | 2012  |
| إيران             | 6,100          | 2012  |
| الولايات المتحدة  | 6,000          | 2012  |
| قبرص              | 5,600          | 2012  |
| فرنسا             | 5,200          | 2012  |
| السعودية          | 15,000         | 2018  |

الاستهلاك العالمي
تتصدر اليونان دول العالم في استهلاك زيت الزيتون للفرد، بمعدل 24 لترًا سنويًا. ويبلغ استهلاك الفرد في إسبانيا 15 لترًا، وفي إيطاليا 13 لترًا. وفي كندا 1.5 لتر، وفي الولايات المتحدة لتر واحد فقط.

### السوق العالمي
| البلد            | الإنتاج (2005) | الاستهلاك (2005) | الاستهلاك الفردي السنوي (كغم) |  |
| ---------------- | -------------- | ---------------- | ----------------------------- |  |
| إسبانيا          | 36%            | 20%              | 13.62                         |  |
| تونس             | 32%            | 25%              | 11.1                          |  |
| إيطاليا          | 25%            | 30%              | 12.35                         |  |
| اليونان          | 18%            | 9%               | 23.7                          |  |
| تركيا            | 5%             | 2%               | 1.2                           |  |
| سوريا            | 4%             | 3%               | 6                             |  |
| المغرب           | 3%             | 2%               | 1.8                           |  |
| البرتغال         | 1%             | 2%               | 7.1                           |  |
| الولايات المتحدة | 0%             | 8%               | 0.56                          |  |
| فرنسا            | 0%             | 4%               | 1.34                          |  |
| لبنان            | 0%             | 3%               | 1.18                          |  |
| الأردن           | 2%             | 4%               | 1.34                          |  |

## التنظيم
يُعتبر المجلس الدولي للزيتون (IOC) منظمة حكومية دولية تضم الدول المنتجة للزيتون ومنتجاته مثل زيت الزيتون. يتحكم المجلس رسميًا في 95% من الإنتاج الدولي وله تأثير كبير على النسبة المتبقية. كما أن الاتحاد الأوروبي ينظم استخدام العلامات المحمية للتسمية الأصلية لأنواع زيت الزيتون المختلفة.
أما الولايات المتحدة، فهي ليست عضوًا في المجلس الدولي للزيتون ولا تخضع لسلطته. ومع ذلك، تبنَّت وزارة الزراعة الأمريكية في 25 أكتوبر 2010 معايير طوعية جديدة لتصنيف زيت الزيتون، تتشابه إلى حد كبير مع معايير المجلس الدولي للزيتون، مع بعض التعديلات لتناسب خصائص الزيتون المزروع في الولايات المتحدة.
تنص لوائح الجمارك الأمريكية بشأن "بلد المنشأ" على أنه إذا أُظهر اسم دولة غير المنتج الأصلي على الملصق، فيجب عرض بلد المنشأ الحقيقي على نفس الجانب من الملصق وبحجم خط مماثل، لمنع تضليل المستهلك. ورغم ذلك، تستمر معظم العلامات التجارية الكبرى في الولايات المتحدة بوضع عبارة "مستورد من إيطاليا" على الجانب الأمامي من الملصق بأحرف كبيرة، بينما تظهر البلدان الأصلية الأخرى بخط صغير على الجانب الخلفي. وفي الواقع، فإن الزيت المُعلن عنه كـ"إيطالي" غالبًا ما يكون مصدره تركيا أو تونس أو المغرب أو إسبانيا أو اليونان. مما يجعل من الصعب تحديد النسبة الحقيقية لزيت الزيتون الإيطالي.

## التدرج التجاري

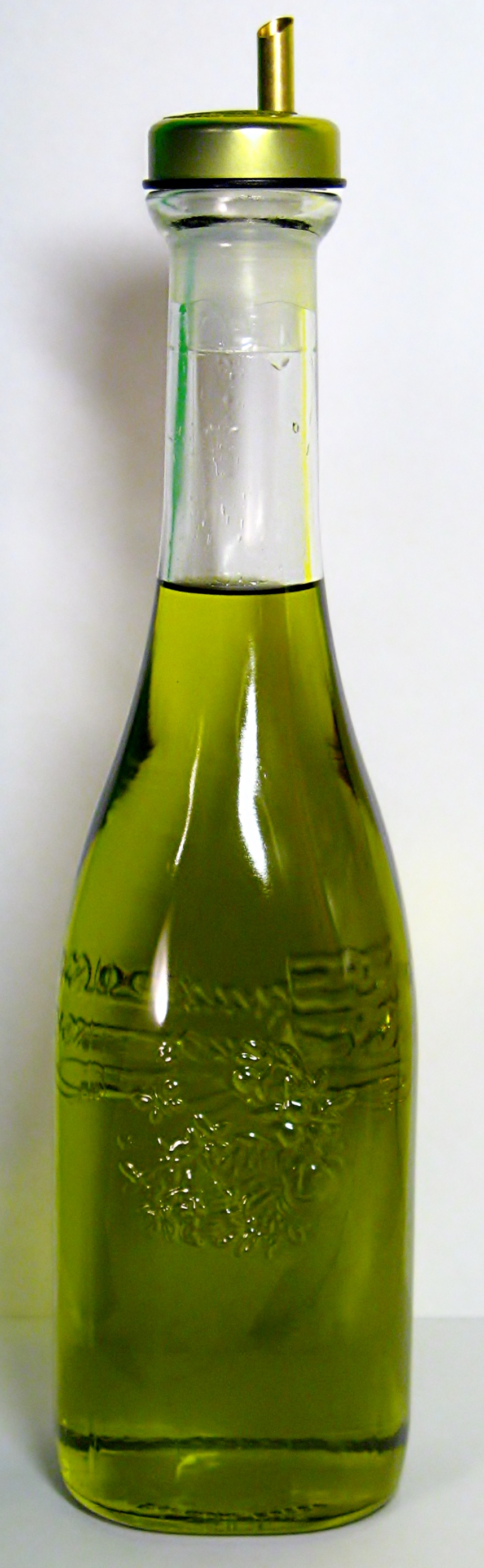
زجاجة زيت زيتون إيطالي

تبدأ عملية إنتاج زيت الزيتون بتحويل ثمار الزيتون إلى عجينة زيتية عن طريق السحق أو الضغط. ثم تُعرَّض هذه العجينة لعملية الخلط البطيء (malaxing) للسماح بتجمع قطرات الزيت المجهرية. بعد ذلك، يُفصل الزيت عن المواد المائية ولب الثمار باستخدام المكبس (الطريقة التقليدية) أو الطرد المركزي (الطريقة الحديثة). أما المادة الصلبة المتبقية بعد الاستخلاص، والمعروفة باسم الثُفل (Pomace)، فتحتوي على كمية صغيرة من الزيت.
أحد معايير تصنيف الزيت هو مستوى الحموضة. في هذا السياق لا تشير "الحموضة" إلى الحموضة الكيميائية بمعنى درجة الحموضة (pH)، بل إلى النسبة المئوية (بالوزن) لحمض الأوليك الحر. تُقاس الحموضة بالتحليل الكمي، وهي تعكس درجة التحلل المائي لدهون ثلاثي الغليسريدات في الزيت. كلما تدهور الزيت، زادت نسبة الأحماض الدهنية المحررة من الغليسريدات، مما يؤدي إلى زيادة الحموضة الحرة وبالتالي زيادة التزنخ الناتج عن التحلل المائي.
معيار آخر لتدهور الزيت الكيميائي هو قيمة البيروكسيد، والتي تقيس درجة أكسدة الزيت بواسطة الجذور الحرة، مما يؤدي إلى التزنخ التأكسدي. بالإضافة إلى ذلك، تسهم الأحماض الفينولية الموجودة في زيت الزيتون في منح خصائص حمضية حسية تؤثر على الرائحة والنكهة.
تصنيفات زيت الزيتون المُستخرج من الثمار:
1. الزيت البكر: يُنتَج باستخدام الوسائل الميكانيكية فقط دون أي معالجة كيميائية. يشمل هذا المصطلح جميع درجات زيت الزيتون البكر، بما في ذلك:
  - الزيت البكر الممتاز (Extra Virgin)
  - الزيت البكر (Virgin)
  - الزيت البكر العادي (Ordinary Virgin)
  - زيت بكر لامبانتي (Lampante Virgin)
2. زيت لامبانتي البكر: هو زيت زيتون يُستخرج بالطرق الميكانيكية، لكنه غير صالح للاستهلاك البشري دون معالجات إضافية. يُستخدم لأغراض صناعية أو يُكرَّر ليصبح صالحًا للأكل. كلمة "لامبانتي" مشتقة من الكلمة الإيطالية "lampa"، التي تعني المصباح، إذ كان يُستخدم هذا الزيت في المصابيح الزيتية.[61]
3. زيت الزيتون المكرر: يُنتج من أي درجة من زيت الزيتون البكر باستخدام أساليب تنقية لا تؤدي إلى تغييرات في التركيبة الجليسريدية الأساسية. تُزيل عملية التكرير اللون والرائحة والنكهة، مما ينتج زيتًا نقيًا جدًا، عديم الطعم واللون والرائحة، ومنخفضًا للغاية في الأحماض الدهنية الحرة. تُمنع إضافة الزيت المكرر إلى الدرجات الممتازة (Extra Virgin) أو البكر (Virgin).[61]
4. زيت ثُفل الزيتون الخام: هو الزيت المستخرج من معالجة ثُفل الزيتون (المادة المتبقية بعد عصر الزيتون لإنتاج زيوت الزيتون البكر) باستخدام مذيبات أو معالجات فيزيائية أخرى، مع استثناء الزيوت الناتجة عن عمليات إعادة الأسترة أو المزج مع زيوت من أنواع أخرى. يُنقى لاحقًا ليصبح زيت ثُفل الزيتون المكرر، ثم يُخلط مع زيوت زيتون بكر لتحسين الطعم، ويُعرف بعد ذلك باسم زيت ثُفل الزيتون.[61]العلامة التجارية الإيطالية لزيت "Extra Vergine"

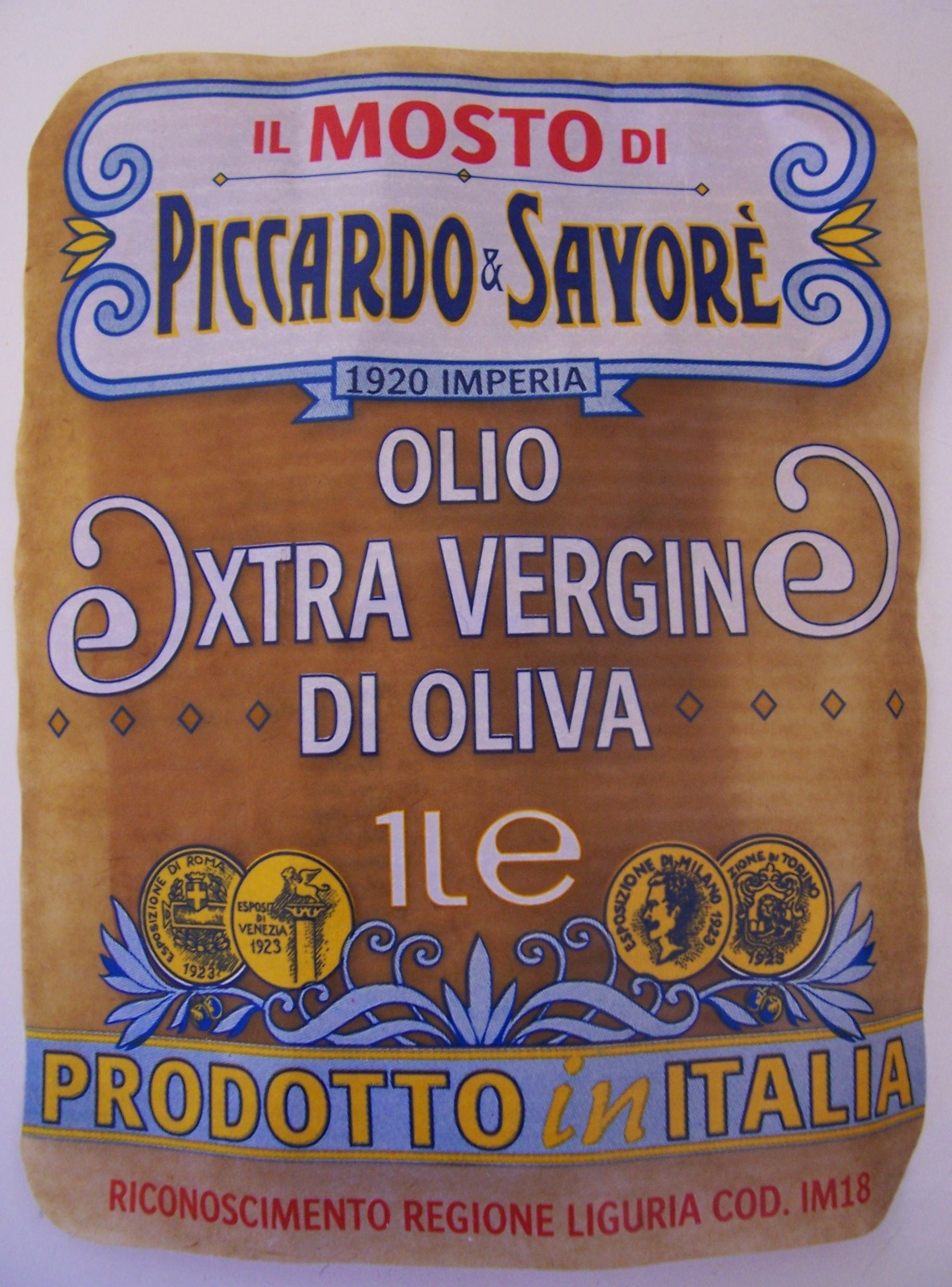
العلامة التجارية الإيطالية لزيت "Extra Vergine"

#### المجلس الدولي للزيتون
في الدول التي تلتزم بمعايير المجلس الدولي للزيتون، وكذلك في أستراليا، ووفقًا للمعايير الاختيارية لوضع العلامات التي تعتمدها وزارة الزراعة الأمريكية في الولايات المتحدة:
زيت الزيتون البكر الممتاز هو أعلى درجات زيت الزيتون البكر، يتم استخراجه ميكانيكيًا على البارد دون استخدام مذيبات أو طرق تكرير. يحتوي على نسبة حموضة لا تتجاوز 0.8%، ويُعتبر ذو طعم مميز بفاكهية واضحة ويخلو من العيوب الحسية. يمثل زيت الزيتون البكر الممتاز أقل من 10% من الإنتاج في العديد من الدول المنتجة، ولكنه يشكل نسبة أعلى في بعض دول البحر الأبيض المتوسط. يشترط المجلس الدولي للزيتون أن تكون قيمة السمة الفاكهية أعلى من الصفر لتصنيف الزيت كزيت زيتون بكر ممتاز.
زيت الزيتون البكر هو درجة أدنى من زيت البكر الممتاز، بنسب حموضة تصل إلى 2.0%، ويتمتع بطعم جيد ولكنه قد يحتوي على بعض العيوب الحسية.
زيت الزيتون المكرر هو زيت بكر مُنقى باستخدام الفحم ومرشحات كيميائية وفيزيائية أخرى دون تغيير البنية الجلسريدية. يحتوي على نسبة حموضة، معبَّر عنها كحمض الأوليك، لا تزيد عن 0.3% (0.3 غرام لكل 100 غرام). يُحصل عليه بتنقية الزيوت البكر لإزالة الحموضة العالية أو العيوب الحسية. تُصنف الزيوت التي تحمل تسمية "زيت الزيتون النقي" أو "زيت الزيتون" عمومًا كزيوت زيتون مكررة مع إضافة كمية صغيرة من الزيت البكر لتحسين النكهة.
زيت ثُفل الزيتون هو زيت مكرر يُستخرج من ثُفل الزيتون، وغالبًا ما يُخلط ببعض الزيت البكر. يصلح للاستهلاك ولكن لا يمكن وصفه ببساطة بأنه "زيت زيتون". يتميز بنكهة أكثر حيادية مقارنة بزيت الزيتون النقي أو البكر، مما يجعله أقل جاذبية للمهتمين بالطعم. ومع ذلك، فإنه يتمتع بنفس التركيبة الدهنية، وبالتالي يقدم نفس الفوائد الصحية. كما يتميز بدرجة احتراق عالية، مما يجعله شائع الاستخدام في المطاعم وكذلك في الطهي المنزلي في بعض الدول.

#### الولايات المتحدة
الولايات المتحدة ليست عضوًا في المجلس الدولي للزيتون (IOC) ولا تطبق درجاته، ولكن في 25 أكتوبر 2010، وضعت وزارة الزراعة الأمريكية (USDA) معايير درجات لزيت الزيتون وزيت ثُفل الزيتون تتماشى بشكل كبير مع معايير المجلس الدولي للزيتون:
- زيت الزيتون البكر الممتاز الأمريكي: زيت يتميز بنكهة ورائحة ممتازتين مع محتوى من الأحماض الدهنية الحرة لا يزيد عن 0.8 غرام لكل 100 غرام (0.8%).
- زيت الزيتون البكر الأمريكي: زيت يتمتع بنكهة ورائحة جيدة إلى حد ما مع محتوى من الأحماض الدهنية الحرة لا يزيد عن 2 غرام لكل 100 غرام (2%).
- زيت الزيتون البكر غير الصالح للاستهلاك البشري دون معالجة إضافية: زيت بكر (مستخرج ميكانيكيًا) ذو نكهة ورائحة ضعيفتين، يعادل زيت "لامبانتي" في تصنيف المجلس الدولي للزيتون.
- زيت الزيتون الأمريكي: خليط من الزيوت البكر والمكررة.
- زيت الزيتون المكرر الأمريكي: زيت يُنتج من زيوت مكررة مع بعض القيود على عمليات التكرير.

هذه الدرجات اختيارية، ويمكن الحصول على شهادة بذلك من وزارة الزراعة الأمريكية مقابل رسوم.
في عام 2014، اعتمدت ولاية كاليفورنيا مجموعة من معايير زيت الزيتون خاصة بالزيت المصنوع من الزيتون المزروع في كاليفورنيا. معايير التسمية والجودة الصادرة عن إدارة الغذاء والزراعة في كاليفورنيا (CDFA) إلزامية للمنتجين الذين يتجاوز إنتاجهم 5000 غالون من زيت الزيتون في كاليفورنيا. تنضم هذه المعايير إلى المعايير الرسمية الأخرى على المستوى المحلي والفيدرالي والدولي.
تقدم عدة جمعيات منتجة لزيت الزيتون، مثل جمعية زيت الزيتون لأمريكا الشمالية ومجلس زيت الزيتون في كاليفورنيا، خدمات تصنيف وشهادات داخل الولايات المتحدة. ويشير الخبير في زيوت الزيتون، نيكولاس كولمان، إلى أن شهادة مجلس زيت الزيتون في كاليفورنيا هي الأكثر صرامة ضمن أنظمة التصنيف الاختيارية في الولايات المتحدة.
يمكن تحديد بلد المنشأ باستخدام رموز الدول المكونة من حرف أو حرفين مطبوعة على الزجاجة أو الملصق، مثل:
- I = إيطاليا
- GR = اليونان
- E = إسبانيا
- TU = تونس
- MA = المغرب
- CL = تشيلي
- AG = الأرجنتين
- AU = أستراليا

### صياغة الملصقات
تشير الأسماء المختلفة لزيت الزيتون إلى درجة المعالجة التي خضع لها الزيت وكذلك جودة الزيت, وهي:
- زيت الزيتون البكر الممتاز هو أعلى درجة متوفرة، يليه زيت الزيتون البكر. يشير مصطلح "البكر" إلى أن الزيتون قد عُصر لاستخراج الزيت؛ دون استخدام الحرارة أو المواد الكيميائية أثناء عملية الاستخراج، والزيت نقي وغير مكرر. ]حتوي زيوت الزيتون البكر على أعلى مستويات من البوليفينولات، وهي مضادات أكسدة مرتبطة بتحسين الصحة.[71] زيت الزيتون الذي يُشار إليه أحيانًا بأنه "مصنوع من زيوت زيتون مكررة وبكر"، هو مزيج من زيت زيتون مكرر مع درجة بكر من زيت الزيتون.[61] تُعتبر مصطلحات نقي، كلاسيكي، خفيف وخفيف جدًا أسماء أدخلها المنتجون في البلدان التي لا تُعد من المستهلكين التقليديين لزيت الزيتون، للإشارة إلى أن مكونات هذه المنتجات تتكون فقط من زيت زيتون بنسبة 100%، وأيضًا لإظهار تباين درجات النكهة للمستهلكين. وعلى عكس الاعتقاد الشائع بين المستهلكين، لا تحتوي هذه الأنواع على سعرات حرارية أقل من زيت الزيتون البكر الممتاز كما توحي الأسماء.[72]

- العصر البارد أو الاستخراج البارد يعني "أن الزيت لم يُسخن فوق درجة حرارة معينة (عادة 27 درجة مئوية أو 80 درجة فهرنهايت) أثناء المعالجة، مما يسمح بالحفاظ على المزيد من العناصر الغذائية مع تقليل النقص في الجودة.[73] يُنظم الفرق بين الاستخراج البارد والعصر البارد في أوروبا، حيث يجب تصنيف استخدام جهاز الطرد المركزي، وهو الطريقة الحديثة لاستخراج كميات كبيرة، كاستخراج بارد، في حين يمكن تصنيف الزيت الذي يُعصر ميكانيكياً فقط على أنه معصور على البارد. في العديد من مناطق العالم، مثل أستراليا، يواصل المنتجون الذين يستخدمون طريقة الطرد المركزي تصنيف منتجاتهم على أنها معصورة على البارد.

- أول عصرة باردة تعني "أن ثمار الزيتون قد سُحقت مرة واحدة فقط – أي في العصرة الأولة. يشير مصطلح البارد إلى درجة حرارة الثمار عند عصرها".[74] في قلورية (إيطاليا) يُجمع الزيتون في أكتوبر. وفي مناطق مثل تسكانة أو لغرية، يُجمع الزيتون في نوفمبر ويُطحن غالباً في الليل، ويكون باردًا جدًا لمعالجته بكفاءة دون تسخين. عادةً ما تُسخن العجينة فوق درجات الحرارة البيئية، التي قد تكون منخفضة تصل إلى 10-15 درجة مئوية، لاستخراج الزيت بكفاءة باستخدام الوسائل الفيزيائية فقط. قد يُعصر الزيتون في المناطق الدافئة مثل جنوب إيطاليا أو شمال أفريقيا عند درجات حرارة أعلى بشكل كبير ولكن دون تسخين. بينما من المهم أن تكون درجات حرارة العصر منخفضة قدر الإمكان (عادة أقل من 25 درجة مئوية)، لا يوجد تعريف دولي موثوق لمصطلح "العصر على البارد". بالإضافة إلى ذلك، لا يوجد "عصر ثانٍ" للزيت البكر، لذا فإن مصطلح "العصر الأول" يعني فقط أن الزيت أُنتج في مكبس مقابل طرق أخرى محتملة.

- التسمية المحمية للأصل (PDO) والمؤشر الجغرافي المحمي (PGI) يشيران إلى زيوت زيتون ذات خصائص استثنائية وجودة عالية مستمدة من مكان إنتاجها وطريقة تصنيعها.[75]
- قد تشير الملصقات إلى أن الزيت عُبئ أو غُلف في دولة معينة، لكن هذا لا يعني بالضرورة أن الزيت أُنتج هناك. قد يُشار إلى بلد المنشأ في جزء آخر من الملصق، وقد يكون الزيت مزيجًا من زيوت من أكثر من دولة.[56]
- إدارة الغذاء والدواء الأمريكية (FDA) سمحت بوضع تصريح على ملصقات زيت الزيتون يقول: "تشير أدلة علمية محدودة وغير قاطعة إلى أن تناول حوالي ملعقتين كبيرتين (23 غرامًا) من زيت الزيتون يوميًا قد يقلل من خطر الإصابة بأمراض القلب التاجية".[76]

### الغش
كانت هناك مزاعم، خاصة في إيطاليا وإسبانيا، بأن التنظيم في بعض الأحيان يمكن أن يكون متساهلاً وفاسداً. ويُدَّعى أن الشحنات الكبرى تُزوَّر زيت الزيتون بشكل روتيني، بحيث إن حوالي 40% فقط من زيت الزيتون المباع على أنه "بكر ممتاز" في إيطاليا يطابق المواصفات فعلياً. في بعض الحالات، صُنف زيت السلجم (المستخرج من بذور اللفت) المخلوط مع ملونات ومنكهات على أنه زيت زيتون وبيع في الأسواق. دفع هذا الاحتيال الواسع النطاق الحكومة الإيطالية إلى فرض قانون جديد لتوسيم المنتجات في عام 2007 للشركات التي تبيع زيت الزيتون، يتطلب بموجبه أن تحتوي كل زجاجة من زيت الزيتون الإيطالي على بيان بالمزرعة والمعصرة التي أنتج فيها الزيت، بالإضافة إلى عرض تفصيل دقيق للزيوت المستخدمة في الزيوت الممزوجة. ومع ذلك، في فبراير 2008، اعترض المسؤولون في الاتحاد الأوروبي على القانون الجديد، مشيرين إلى أن قواعد الاتحاد الأوروبي تنص على أن يكون هذا النوع من التوسيم اختيارياً وليس إلزامياً. ووفقاً لقواعد الاتحاد الأوروبي، يمكن بيع زيت الزيتون على أنه إيطالي حتى إذا احتوى على كمية صغيرة فقط من الزيت الإيطالي.
زيت الزيتون البكر الممتاز له متطلبات صارمة ويُفحص بحثاً عن "عيوب حسية" تشمل: الزناخة، والنتانة، والعفونة، والنكهة الخمرية (مشابهة للخل)، والرواسب الطينية. يمكن أن تحدث هذه العيوب لأسباب مختلفة، والأكثر شيوعاً منها:
- المواد الخام (الزيتون) المصابة أو المكسورة
- الحصاد غير المناسب، مع تماس الزيتون مع التربة[81]

في مارس 2008، نفذ 400 ضابط من الشرطة الإيطالية عملية "الزيت الذهبي"، واعتقلوا 23 شخصاً وصادروا 85 مزرعة بعد تحقيق كشف عن مخطط واسع النطاق لإعادة تصنيف زيوت من دول متوسطية أخرى على أنها إيطالية. وفي أبريل 2008، صادرت عملية أخرى سبعة مصانع لزيت الزيتون واعتقلت 40 شخصاً في تسع محافظات بشمالي وجنوبي إيطاليا لإضافة اليخضور إلى زيوت عباد الشمس والصويا وبيعها على أنها زيت زيتون بكر ممتاز، سواء في إيطاليا أو خارجها؛ حيث تمت مصادرة 25,000 لتر من الزيت المزيف ومنع تصديره.
في 15 مارس 2011، قامت النيابة العامة في فلورنسا بإيطاليا، بالتعاون مع إدارة الغابات، بتوجيه اتهامات لاثنين من المديرين ومسؤول في شركة "كارابيلي"، إحدى العلامات التجارية التابعة للشركة الإسبانية "Grupo SOS" (التي غيرت اسمها مؤخراً إلى "Deoleo"). تضمنت الاتهامات تزوير وثائق وارتكاب احتيال غذائي. وأفاد محامي كارابيلي، نيري بينوتشي، أن الشركة غير قلقة بشأن التهم، وصرح قائلاً: "القضية تعتمد على مخالفة في الوثائق".
في فبراير 2012، حققت السلطات الإسبانية في عملية احتيال دولية متعلقة بزيت الزيتون، حيث مُررت زيوت نخيل وأفوكادو وعباد الشمس وزيوت أرخص أخرى على أنها زيت زيتون إيطالي. وأوضحت الشرطة أن هذه الزيوت خُلِطت في مصنع صناعي للديزل الحيوي وغُشت بطريقة تخفي العلامات التي تكشف عن طبيعتها الحقيقية. وأكد الحرس المدني الإسباني أن الزيوت لم تكن سامة ولا تشكل خطراً على الصحة. وأسفرت عملية "لوسيرنا"، التي استغرقت عاماً كاملاً بالتعاون بين الشرطة والسلطات الضريبية الإسبانية، عن اعتقال 19 شخصاً.
استخدام الطباعة الصغيرة للإشارة إلى مصدر الزيوت الممزوجة يُعد ثغرة قانونية تستغلها الشركات المصنعة لزيت الزيتون المغشوش والمختلط.
حقق الصحفي توم مولر في جرائم الغش في تجارة زيت الزيتون ونشر مقالاً بعنوان "Slippery Business" في مجلة "نيويوركر"، تلاه كتابه "Extra Virginity" في عام 2011. وفي 3 يناير 2016، قدم بيل ويتيكر برنامجاً على قناة سي بي اس نيوز تضمن مقابلات مع مولر ومع السلطات الإيطالية. وورد في التقرير أنه خلال الشهر السابق بيع 5,000 طن من زيت الزيتون المغشوش في إيطاليا، وأن الجريمة المنظمة كانت متورطة بشكل كبير، حيث أُستخدم مصطلح "مافيا الزراعة". وأشار مولر إلى أن هامش الربح من زيت الزيتون المغشوش يبلغ ثلاثة أضعاف الهامش من تجارة الكوكايين غير القانونية. وأضاف أن أكثر من 50% من زيت الزيتون المباع في إيطاليا مغشوش، وكذلك 75-80% من الزيت المباع في الولايات المتحدة. وأفاد ويتيكر بأن ثلاث عينات من "زيت الزيتون البكر الممتاز" أشتريت من سوبر ماركت أمريكي واختبارها، حيث تبين أن اثنتين من العينات الثلاث لا تفي بالمعايير المطلوبة، وكانت إحداها – من علامة تجارية أمريكية رائدة – ذات جودة سيئة للغاية.
في أوائل فبراير 2017، اعتقلت شرطة الكارابينييري 33 مشتبهاً بهم من عصابة "بيورومالي" التابعة للمافيا الكالابرية (ندرانجيتا)، التي زُعم أنها كانت تصدر زيت زيتون مزيفاً إلى الولايات المتحدة؛ إذ كان المنتج عبارة عن زيت ثُفل الزيتون الرخيص المغشوش. قبل أقل من عام، حذر برنامج "60 دقيقة" التلفزيوني الأمريكي من أن "تجارة زيت الزيتون فاسدة بسبب المافيا"، مشيراً إلى أن "مافيا الزراعة" تُعد صناعة بقيمة 16 مليار دولار سنوياً. وأوضح أحد محققي الكارابينييري الذين ظهروا في البرنامج أن "احتيال زيت الزيتون مستمر منذ أربعة آلاف عام"، ولكنه اليوم أصبح "سهلاً على المجرمين إدخال زيوت زيتون مغشوشة أو خلط زيوت منخفضة الجودة مع زيت الزيتون البكر الممتاز". وبعد أسابيع، أفاد تقرير في مجلة فوربس بأن "من الموثوق أنه بُلغ عن أن 80% من زيت الزيتون الإيطالي في السوق الأمريكية مزيف"، وأنه "يُكشف فضيحة كبيرة لزيت الزيتون في جنوب إيطاليا (بولية، أمبرية، وكمبانية)".

## مراقبة الجودة والاحتيال
في يوليو 2024، أفاد الاتحاد الأوروبي بزيادة كبيرة في حالات الاحتيال وتزوير العلامات التجارية لزيت الزيتون. وكشف التقرير السنوي للمفوضية الأوروبية حول الاحتيال الغذائي أن زيت الزيتون لا يزال من أكثر المنتجات الغذائية تعرضاً للتزوير، حيث وصلت الحوادث إلى مستوى قياسي.

## التزوير والغش
أكثر أشكال الاحتيال شيوعاً في زيت الزيتون تضمنت:
- تزوير العلامات التجارية لزيوت ذات جودة أقل ووصفها بأنها زيت زيتون بكر ممتاز.
- تخفيف زيت الزيتون بزيوت نباتية أرخص.
- الادعاء كذباً بأن الزيت ذو منشأ أوروبي بينما هو من خارج الاتحاد الأوروبي.

هذه الممارسات الاحتيالية لا تخدع المستهلكين فحسب، بل تضر أيضاً بسمعة المنتجين الشرعيين، وخصوصاً من مناطق زراعة الزيتون التقليدية في منطقة البحر الأبيض المتوسط.

## استجابة الاتحاد الأوروبي
لمواجهة الزيادة في حالات الاحتيال، نفذ الاتحاد الأوروبي عدة إجراءات:
- زيادة عمليات التفتيش واختبار شحنات زيت الزيتون.
- تعزيز متطلبات التتبع للمُنتجين والموزعين.
- فرض عقوبات أشد على الشركات المُدانة بالاحتيال.
- تحسين التعاون بين السلطات المعنية بسلامة الغذاء في الدول الأعضاء.

كما أطلق الاتحاد الأوروبي حملة توعية عامة لتثقيف المستهلكين حول جودة زيت الزيتون وكيفية التعرف على المنتجات الأصلية.

## التأثير على الصناعة
أدت الزيادة في حالات الاحتيال إلى:
- ارتفاع تكاليف الإنتاج للمنتجين الصادقين بسبب زيادة متطلبات الامتثال.
- خسارة محتملة في الحصة السوقية لزيت الزيتون البكر الممتاز الأصيل مع انتشار المنتجات المغشوشة الأرخص سعراً في السوق.
- تزايد شكوك المستهلكين بشأن مصداقية ادعاءات جودة زيت الزيتون.

يشدد خبراء الصناعة على أهمية دعم المنتجين الموثوق بهم، وحث المستهلكين على توخي الحذر عند شراء زيت الزيتون، خاصة عندما تكون الأسعار منخفضة بشكل غير معتاد مقارنة بالجودة المعلنة.

## المكونات

التركيب الكيميائي العام للدهون الغذائية (الدهون الثلاثية). R1 وR2 وR3 عبارة عن مجموعات ألكيل (حوالي 20%) أو مجموعات ألكينيل (حوالي 80%).

يتكون زيت الزيتون بشكل رئيسي من استرات ثلاثي الغليسيريد المختلطة لحمض الأوليك، وحمض اللينوليك، وحمض البالمتيك، بالإضافة إلى أحماض دهنية أخرى. كما يحتوي على آثار من السكوالين (حتى 0.7%) والستيرولات (حوالي 0.2% فأيتوستيرول وتوكوستيرولات). وتختلف التركيبة حسب نوعية الزيتون، والمنطقة، والارتفاع، ووقت الحصاد، وطريقة الاستخلاص.
| الحمض الدهني     | النوع                     | النسبة الكتلة الى الكتلة ( أسترات الميثيل) | المرجع        |
| ---------------- | ------------------------- | ------------------------------------------ | ------------- |
| حمض الأوليك      | أحادي غير مشبع            | 55 إلى 83%                                 | [ 93 ]        |
| حمض اللينولييك   | متعدد غير مشبع (أوميغا-6) | 3.5 إلى 21%                                | [ 93 ] [ 94 ] |
| حمض البالمتيك    | مشبع                      | 7.5 إلى 20%                                | [ 93 ]        |
| حمض الشمع        | مشبع                      | 0.5 إلى 5%                                 | [ 93 ]        |
| حمض ألفا-لينوليك | متعدد غير مشبع (أوميغا-3) | 0 إلى 1.5%                                 | [ 93 ]        |

### التكوين الفينولي
يحتوي زيت الزيتون على آثار من الفينولات (حوالي 0.5%)، مثل إستر التيروسول والهيدروكسي تيروسول، والأوليوكانثال، والأوليووروبيين، والتي تمنح زيت الزيتون البكر الممتاز مذاقه المر والحار، وتُسهم أيضًا في رائحته. يعتبر زيت الزيتون مصدرًا لما لا يقل عن 30 مركبًا فينوليًا، من بينها حمض الإلينوليك، وهو مؤشر على نضج الزيتون، وألفا توكوفيرول، أحد أعضاء عائلة فيتامين E الثمانية. يُعد الأوليووروبيين، إلى جانب مركبات أخرى ذات صلة وثيقة مثل 10-هيدروكسي أوليووروبيين، والليجستروسيد، و10-هيدروكسي ليجستروسيد، إستر تيروسول لحمض الإلينوليك.
تشمل المكونات الفينولية الأخرى الفلافونويدات، والليجنانات، والبينوريسينول.

## القيمة الغذائية
يتكون زيت الزيتون من الدهون بنسبة 100%، ولا يحتوي على كربوهيدرات أو ألياف غذائية أو بروتين أو ماء.
في كمية مرجعية تبلغ 100 غرام (3.5 أونصات)، يوفر زيت الزيتون 884 سعرة حرارية من الطاقة الغذائية، ويُعد مصدرًا غنيًا (20% أو أكثر من الكمية الغذائية اليومية المرجعية DV) بفيتامين ه (بنسبة 96% من الكمية الغذائية اليومية المرجعية) وفيتامين ك (بنسبة 57% من الكمية الغذائية اليومية المرجعية).
تحتوي ملعقة طعام واحدة (13.5 غرامًا) من زيت الزيتون على 500 كيلوجول (119 سعرة حرارية) من الطاقة الغذائية، وتحتوي على 13.5 غرامًا من الدهون، منها 9.9 غرامًا من الدهون الأحادية غير المشبعة (معظمها من حمض الأولييك)، و1.4 غرام من الدهون المتعددة غير المشبعة (معظمها من حمض اللينولييك)، و1.9 غرام من الدهون المشبعة (معظمها من حمض البالمتيك).

## التأثيرات الصحية المحتملة

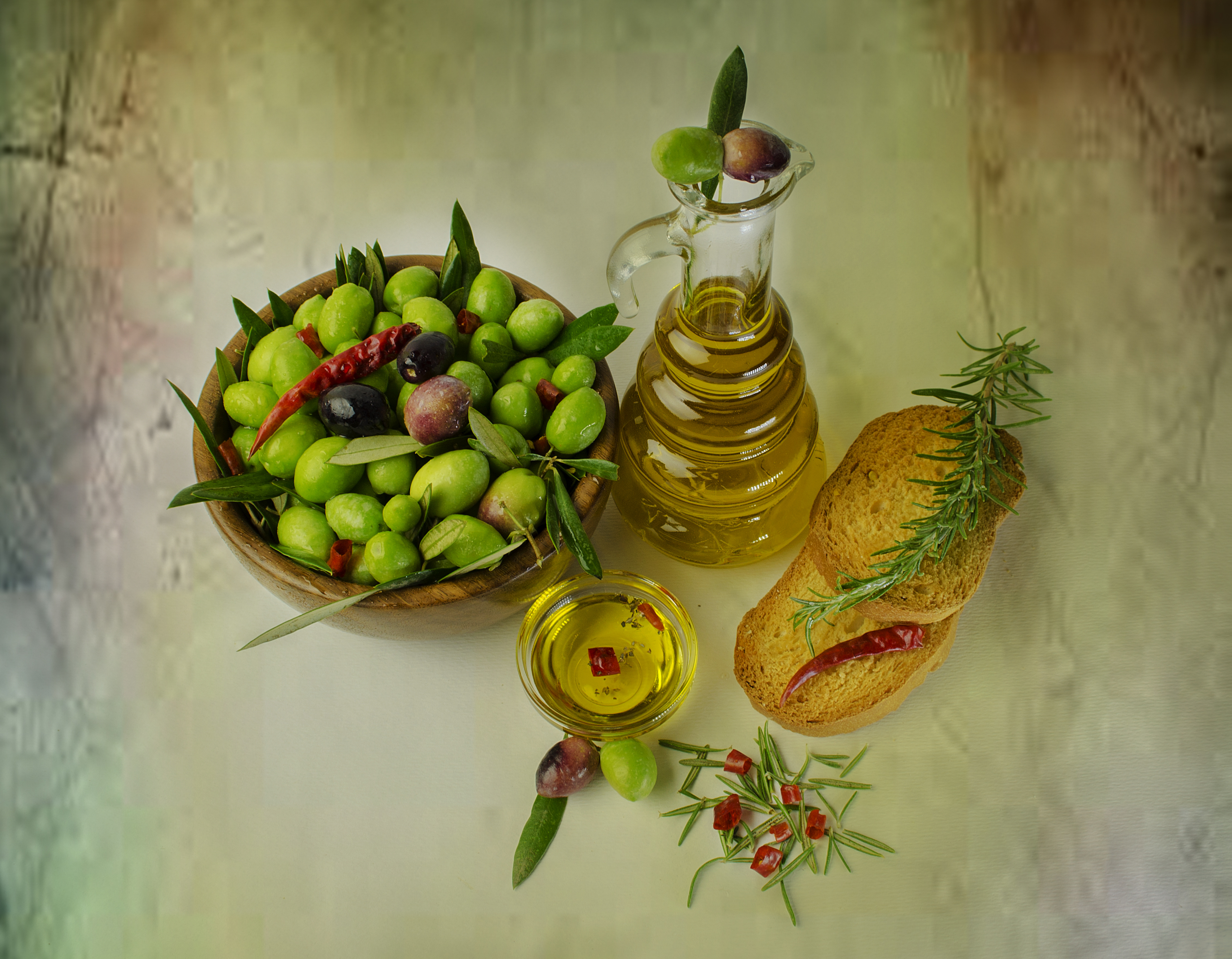
زيتون مصري

في الولايات المتحدة، تسمح إدارة الغذاء والدواء (FDA) لمنتجي زيت الزيتون بوضع الادعاء الصحي المؤهل التالي على ملصقات المنتجات:
تشير أدلة علمية محدودة وغير حاسمة إلى أن تناول حوالي ملعقتين كبيرتين (23 غرامًا) من زيت الزيتون يوميًا قد يقلل من خطر الإصابة بأمراض القلب التاجية بسبب الدهون الأحادية غير المشبعة الموجودة في زيت الزيتون. لتحقيق هذا الفائدة المحتملة، يجب أن يحل زيت الزيتون محل كمية مماثلة من الدهون المشبعة دون زيادة إجمالي السعرات الحرارية المستهلكة يوميًا.
في مراجعة أجرتها هيئة سلامة الأغذية الأوروبية (EFSA) عام 2011، قُبلت الادعاءات الصحية المتعلقة بزيت الزيتون فيما يخص حماية الدهون في الدم من الأكسدة بواسطة متعدد الفينول الموجود فيه، والحفاظ على مستويات الكوليسترول الضار (LDL) الطبيعية في الدم من خلال استبدال الدهون المشبعة في النظام الغذائي بحمض الأوليك. (انظر أيضًا: لائحة المفوضية الأوروبية (EU) 432/2012 الصادرة في 16 مايو 2012). وعلى الرغم من الموافقة، لاحظت الهيئة الأوروبية أن العلاقة السببية النهائية لم تثبت بشكل كافٍ بين استهلاك زيت الزيتون والحفاظ على مستويات طبيعية من تركيزات الدهون الثلاثية في الدم (الصيام)، ومستويات الكوليسترول الجيد (HDL)، وتركيزات الجلوكوز في الدم.
خلص تحليل تلوي نُشر عام 2014 إلى أن زيادة استهلاك زيت الزيتون ارتبطت بانخفاض خطر الوفاة من جميع الأسباب، وكذلك تقليل حدوث الأحداث القلبية الوعائية والسكتة الدماغية، بينما لم تظهر الأحماض الدهنية الأحادية غير المشبعة ذات الأصل الحيواني والنباتي المختلط تأثيرات كبيرة. كما أظهر تحليل تلوي آخر عام 2018 أن استهلاك زيت الزيتون الغني بمتعدد الفينول ارتبط بتحسين مؤشرات الكوليسترول الكلي، والكوليسترول الجيد، والمالونديالدهيد، والكوليسترول الضار المؤكسد مقارنة بزيوت الزيتون منخفضة متعدد الفينول. ومع ذلك، أوصى التحليل بإجراء دراسات أطول وتحقيقات إضافية تشمل سكان من خارج منطقة البحر الأبيض المتوسط.

## وصلات خارجية
- معلومات غذائية عن زيت الزيتون